# Kadupayung
Kadupayung is een bestuurslaag in het regentschap Pandeglang van de provincie Banten, Indonesië. Kadupayung telt 1379 inwoners (volkstelling 2010).